# Кляйн, Стивен
Стивен Кляйн (англ. Steven Klein, род. 30 апреля 1965 года) — американский фотограф. Проживает в Нью-Йорке.

## Биография
После изучения живописи в род-айлендской школе дизайна Кляйн стал интересоваться фотографией. Он снимал громкие рекламные кампании для различных клиентов, включая Calvin Klein, Dolce & Gabbana, Louis Vuitton, Balenciaga,Alexander McQueen и Nike, его работы регулярно публикуются в журналах Vogue, i-D, Numéro, W и Arena. Его работы были представлены на многочисленных выставках, в том числе в галерее Гагосяна в Калифорнии и галерее Бранколини Гримальди во Флоренции. Кляйн хорошо известен своими передовицами в журналах «Interview» и «W» с различными знаменитостями, включая Мадонну, Тома Форда, Брэда Питта и Анджелину Джоли, Рианну. Он часто работает с директором по освещению Дэвидом Девлином. Стивен Кляйн снял множество промо-снимков — в том числе обложку третьего студийного альбома Бритни Спирс «Britney». Он также много работал с певицей Леди Гага, выступил клипмейкером её музыкального видео на песню «Alejandro», создал обложку альбома Гаги и Тони Беннетта «Cheek to Cheek».
В 2003 году Кляйн сотрудничал с Мадонной, создав выставочную инсталляцию под названием «X-STaTIC PRO=CeSS». В неё вошли фотографии с фотосессии журнала W и семь видео. Инсталляция проходила с 28 марта по 3 мая 2003 года в нью-йоркской галерее «Deitch Projects». Название выставки происходит от песни под названием «X-Static Process» на альбоме Мадонны 2003 года, «American Life».
В дополнение к выставке была выпущена книга, которая продавалась в розницу за 350 долларов и ограничивалась 1000 экземплярами. Книга была разработана Джованни Бьянко и была переплетена вручную и напечатана в Италии на индивидуальной бумаге.
Позже Мадонна использовала видео с выставки в своем повторном мировом турне 2004 года во время выступлений «The Beast Within» и «Vogue». Мадонна стала частым соавтором Кляйна, она использовала его фотографии для альбомов «Confessions on a Dance Floor» и «Hard Candy». Он также внес свой вклад в видеозаписи её тура «Confessions Tour» в 2006 году и различные журнальные фотосессии.

## Видеография

### Концертные фоновые видео
- Madonna — «The Beast Within» (2004, Re-Invention World Tour)
- Madonna — «Vogue» (2004, Re-Invention World Tour)
- Madonna — «Future Lovers»/«I Feel Love» (2006, Confessions Tour)
- Madonna — «Get Together» (2006, Confessions Tour)
- Madonna — «Music Inferno» (2006, Confessions Tour)
- Madonna — «Human Nature» (2008—2009, Sticky & Sweet Tour)
- Madonna — «Get Stupid» (2008—2009, Sticky & Sweet Tour)
- Madonna — «Iconic» (2015—2016, Rebel Heart Tour)

### Фильмы
- Madonna — «Secretprojectrevolution»
- Madonna — «Superstar (Director — Guy Ritchie)»

## Рекламные ролики
- Lady Gaga — Fame (Fragrance)
- Lady Gaga — Eau de Gaga (Fragrance)

### Клипы
- Леди Гага — Alejandro (2010)
- Брук Кэнди — Opulence (2014)
- Канье Уэст — Wolves (2016)
- Ники Минаж — Chun-Li (2018)

### Музейные выставки
- Killer Heels — Brooklyn Museum, 2014.[9]